# Ambrosius Profe
Ambrosius Profe, latinisiert auch Ambrosius Profius, (* 12. Februar 1589 in Breslau, Fürstentum Breslau; † 27. Dezember 1661 ebenda) war ein deutscher Organist, Komponist und Musikherausgeber.

## Leben und Werk
Ambrosius Profe studierte ab 1612 Theologie an der Universität Wittenberg. Ab 1617 arbeitete er als Lehrer am Elisabet-Gymnasium in Breslau. Im gleichen Jahr übernahm er die Aufgabe als Kantor und Lehrer in Jauer. 1629 kehrte er nach der Rekatholisierung Schlesiens nach Breslau zurück. Von 1633 bis 1649 wirkte er dort an der Elisabethkirche als Organist. Neben dieser Kirchenmusikertätigkeit unterhielt er bis zu seinem Tod ein Handelsgeschäft.
Als Komponist schrieb er das Ruhm und Dank-Liedlein (Breslau 1634), den 6-stimmigen Spiritus sancti gratia (Manuskript) und die zwei Sätze, Nr. 22 und 25, in den Cunis solemnibus.

## Werke
Profe gab als Musikschriftsteller folgende Sammlungen heraus:
- Geistliche Concerte und Harmonien à 1 … 7 vocibus, cum et sine Violinis, et Basso ad organum (Vier Teile, Leipzig 1641–1646)
- Cunis solennibus Jesuli recens.nati sacra genethliaca (ohne Ortsangabe, 1646)
- Corollarium Geistlicher Collectaneorum (Leipzig, 1649)
- Heinrich Alberts Arien (Zwei Bände, Teilausgabe Leipzig 1656; 2. Auflage Leipzig/Brieg 1657; 3. Auflage Breslau 1658)